# 2025 год в кино
На 2025 год запланированы премьеры ряда кинокартин, кинофестивали и вручение кинопремий.

## Самые кассовые фильмы
— фильмы, идущие в кинотеатрах по всему миру на неделе, начинающейся с 18 июля 2025 года.
| Место | Название                                 | Дистрибьютор             | Сборы          |
| ----- | ---------------------------------------- | ------------------------ | -------------- |
| 1     | «Нэчжа побеждает Царя драконов»          | Beijing Enlight Pictures | $2 216 990 000 |
| 2     | «Лило и Стич»                            | Disney                   | $1 009 640 653 |
| 3     | «Minecraft в кино»                       | Warner Bros.             | $955 149 195   |
| 4     | «Мир юрского периода: Возрождение»       | Universal                | $682 638 978   |
| 5     | «Как приручить дракона»                  | Universal                | $598 074 063   |
| 6     | «Миссия невыполнима: Финальная расплата» | Paramount                | $589 285 627   |
| 7     | «F1»                                     | Warner Bros. / Apple     | $492 161 907   |
| 8     | «Супермен»                               | Warner Bros.             | $472 441 578   |
| 9     | «Детектив из Чайнатауна, 1900 год»       | Wanda Pictures           | $452 502 745   |
| 10    | «Капитан Америка: Новый мир»             | Disney                   | $415 101 577   |

| Место | Название                                                  | Дистрибьютор            | Сборы           |
| ----- | --------------------------------------------------------- | ----------------------- | --------------- |
| 1     | «Волшебник Изумрудного города. Дорога из жёлтого кирпича» | «Централ Партнершип»    | ₽ 3 395 000 000 |
| 2     | «Финист. Первый богатырь»                                 | Yellow, Black and White | ₽ 2 707 729 969 |
| 3     | «Пророк. История Александра Пушкина»                      | «Централ Партнершип»    | ₽ 1 651 000 000 |

## Фильмы, которые выйдут в прокат в 2025 году
|  | Фильм официально не выйдет в российский прокат |

### Январь — март
| Премьера      | Премьера | Название                                                | Студия                                                                                | Режиссёр                        | В ролях | Жанр                                                           | Прим.         |
| ------------- | -------- | ------------------------------------------------------- | ------------------------------------------------------------------------------------- | ------------------------------- | --- | -------------------------------------------------------------- | ------------- |
| Я Н В А Р Ь   | 1        | Волшебник Изумрудного города. Дорога из жёлтого кирпича | «Кинослово», «Централ Партнершип», CGF, «ТриТэ»                                       | Игорь Волошин                   | Екатерина Червова, Юрий Колокольников, Артур Ваха, Евгений Чумак, Светлана Ходченкова, Дмитрий Чеботарёв                                                       | сказка                                                         | [ 8 ]         |
| Я Н В А Р Ь   | 1        | Финист. Первый богатырь                                 | Yellow, Black and White, «Россия-1», Start, «Фонд кино»                               | Дмитрий Дьяченко                | Кирилл Зайцев, Юлия Пересильд, Сергей Лавыгин, Фёдор Добронравов                                                                                               | комедия, фэнтези, приключения                                  | [ 9 ] [ 10 ]  |
| Я Н В А Р Ь   | 1        | Постучись в мою Тверь                                   | «Кинокомпания братьев Андреасян»                                                      | Гарик Петросян                  | Павел Прилучный, Мария Горбань | комедия, мелодрама                                             |               |
| Я Н В А Р Ь   | 9        | Охота на воров 2: Пантера                               | Diamond Film Production, Tooley Productions, G-BASE, STXfilms                         | Кристиан Гьюдгэст               | Джерард Батлер, О’Ши Джексон-младший | криминальный фильм, драматический фильм, боевик, фильм-триллер |               |
| Я Н В А Р Ь   | 10       | Полный армагеддец                                       | SF Studios                                                                            | Томми Виркола, Расмус Сивертсен | Кристиан Михаэльсен, Насрин Хусрави, Аксель Хенни, Матильда Томин Шторм, Кристиан Рубек, Бьорн Сундквист                                                       | мюзикл, комедия                                                |               |
| Я Н В А Р Ь   | 17       | Вульфмен                                                | Blumhouse Productions, Cloak & Co.                                                    | Ли Уоннелл                      | Кристофер Эбботт, Джулия Гарнер | фильм ужасов                                                   | [ 11 ]        |
| Я Н В А Р Ь   | 24       | Наследство                                              | Miramax Films                                                                         | Нил Бёргер                      | Фиби Дайневор, Рис Иванс | шпионский боевик                                               | [ 12 ]        |
| Я Н В А Р Ь   | 30       | Злой город                                              | RB Productions                                                                        | Константин Буслов               | Алексей Гуськов, Александр Метёлкин, Алексей Шевченков, Владимир Любимцев, Артём Волобуев, Полина Чернышова                                                    | исторический фильм                                             |               |
| Я Н В А Р Ь   | 31       | Догмен: Пушистая справедливость                         | DreamWorks Animation, Universal Pictures                                              | Кевин Хастингс                  | | комедия, супергероика                                          | [ 13 ]        |
| Ф Е В Р А Л Ь | 7        | Глаза-сердечки                                          | Spyglass Media Group, Divide/Conquer                                                  | Джош Рубен                      | Мейсон Гудинг, Оливия Холт, Девон Сава, Джордана Брюстер | романтическая комедия, слэшер                                  | [ 14 ]        |
| Ф Е В Р А Л Ь | 7        | Любовь — боль                                           | Universal Pictures, 87North Productions                                               | Джонатан Эйсебио                | Куан Ке Хюи, Ариана Дебос, Дэниел Ву, Мустафа Шакир | комедийный боевик                                              | [ 15 ]        |
| Ф Е В Р А Л Ь | 13       | Манюня: День рождения Ба                                | «Кинокомпания братьев Андреасян»                                                      | Арман Марутян                   | Екатерина Темнова, Карина Каграманян, Карина Мнацаканян, Джульетта Степанян                                                                                    | комедия, приключения, семейный                                 |               |
| Ф Е В Р А Л Ь | 14       | Бриджит Джонс. Без ума от мальчишки                     | Universal Pictures, StudioCanal, Miramax Films, Working Title Films                   | Майлс Моррис                    | Рене Зеллвегер, Хью Грант, Эмма Томпсон, Чиветель Эджиофор, Лео Вудалл, Колин Фёрт, Джим Бродбент, Джемма Джонс, Салли Филлипс, Джеймс Кэллис, Ширли Хендерсон | романтическая комедия                                          |               |
| Ф Е В Р А Л Ь | 14       | Капитан Америка: Новый мир                              | Marvel Studios, Walt Disney Studios Motion Pictures                                   | Джулиус Она                     | Энтони Маки, Дэнни Рамирес, Карл Ламбли, Шира Хаас, Тим Блейк Нельсон, Харрисон Форд, Лив Тайлер                                                               | супергеройский фильм, боевик                                   | [ 16 ]        |
| Ф Е В Р А Л Ь | 14       | Пророк. История Александра Пушкина                      | «Централ Партнершип», «Кинослово»                                                     | Феликс Умаров                   | Юрий Борисов, Алёна Долголенко, Роман Васильев, Илья Виногорский, Анна Чиповская, Илья Любимов, Флориан Десбьендра Евгений Шварц                               | фильмы-биография, мюзикл                                       | [ 17 ]        |
| Ф Е В Р А Л Ь | 20       | Капитан Крюк                                            | «Эволюшн Пикчерс», «Синема Сервис»                                                    | Максим Максимов                 | Роман Курцын, Ева Смирнова | комедия, мелодрама, семейный, спортивный                       |               |
| Ф Е В Р А Л Ь | 27       | Обезьяна                                                | Neon, Atomic Monster, Black Bear Pictures                                             | Оз Перкинс                      | Тео Джеймс, Кристиан Конвери, Татьяна Маслани, Элайджа Вуд | фильм ужасов о сверхъестественном                              | [ 18 ]        |
| Ф Е В Р А Л Ь | 27       | Северный полюс                                          | «Фонд кино», «Первый канал», «Централ Партнершип»                                     | Александр Котт                  | Андрей Мерзликин, Евгений Миронов, Ольга Ломоносова, Елена Север                                                                                               | приключение, боевик                                            |               |
| М А Р Т       | 13       | Особо опасный пассажир                                  | Lionsgate                                                                             | Мел Гибсон                      | Марк Уолберг | триллер                                                        | [ 19 ] [ 20 ] |
| М А Р Т       | 14       | Новокаин                                                | Infrared Pictures, Safehouse Pictures, Circle of Confusion, Paramount Pictures        | Дэн Берк, Роберт Олсен          | Джек Куэйд, Эмбер Мидфандер | остросюжетный боевик                                           | [ 21 ] [ 22 ] |
| М А Р Т       | 20       | Пальма 2                                                | ООО «Марс Медиа Энтертеймент» (Москва), «Централ Партнершип»                          | Александр Домогаров (младший)   | Виктор Добронравов, Владимир Ильин, Леонид Басов, Валерия Федорович, Евгения Дмитриева                                                                         | семейный, приключения, драма                                   |               |
| М А Р Т       | 21       | Белоснежка                                              | Walt Disney Pictures, Marc Platt Productions, Walt Disney Studios Motion Pictures     | Марк Уэбб                       | Рэйчел Зеглер, Галь Гадот | мюзикл, фэнтези                                                | [ 23 ]        |
| М А Р Т       | 21       | Мудрые парни                                            | Warner Bros. Pictures, Winkler Films                                                  | Барри Левинсон                  | Роберт Де Ниро, Дебра Мессинг, Катрин Нардуччи, Космо Джарвис                                                                                                  | биографический фильм, гангстерский фильм                       |               |
| М А Р Т       | 27       | Мастер                                                  | Amazon MGM Studios, Cedar Park Entertainment, Black Bear Pictures, Balboa Productions | Дэвид Эйер                      | Джейсон Стейтем, Дэвид Харбор, Майкл Пенья, Джейсон Флеминг, Арианна Ривас, Ноэми Гонсалес, Эмметт Скэнлэн                                                     | остросюжетный боевик                                           | [ 24 ]        |
| М А Р Т       | 27       | Питер Пэн. Кошмар в Нетландии                           | Jagged Edge Productions, ITN Distribution                                             | Скотт Чемберс                   | Мартин Портлок, Меган Пласито, Кит Грин, Питер Десоуза-Фейхони, Чарити Кейс                                                                                    | фильм ужасов                                                   |               |
| М А Р Т       | 28       | Женщина во дворе                                        | Universal Pictures                                                                    | Жауме Кольет-Серра              | Даниэль Дедуайлер, Окви Окпоквасили, Расселл Хорнсби | психологические ужасы                                          | [ 25 ]        |

### Апрель — июнь
| Премьера    | Премьера | Название                                     | Студия | Режиссёр                 | В ролях | Жанр                                               | Прим.  |
| ----------- | -------- | -------------------------------------------- | --- | ------------------------ | --- | -------------------------------------------------- | ------ |
| А П Р Е Л Ь | 3        | Батя 2. Дед                                  | «Централ Партнершип»                                                                                                  | Илья Учитель             | Владимир Вдовиченков, Андрей Андреев, Евгений Цыганов, Стас Старовойтов | комедия                                            |        |
| А П Р Е Л Ь | 4        | Minecraft в кино                             | Warner Bros. Pictures, Legendary Pictures, Mojang Studios, Vertigo Entertainment, On the Roam                         | Джаред Хесс              | Джейсон Момоа, Джек Блэк, Даниэль Брукс, Эмма Майерс, Себастьян Хансен, Дженнифер Кулидж                                                                                          | фэнтезийная комедия, приключения                   | [ 26 ] |
| А П Р Е Л Ь | 10       | Микки Монстр                                 | Fuzz on the Lens Productions, Kali Pictures, Sleight of Hand Productions                                              | Стивен Ламорт            | Дэвид Ховард Торнтон, Эллисон Питтел, Эми Шумахер, Джесси Пози, Кайли Хайман, Джесси Коув, Ярлат Конрой                                                                           | комедийный слэшер                                  | [ 27 ] |
| А П Р Е Л Ь | 17       | Кракен                                       | «Централ Партнершип» «Россия 1» «Тритэ»                                                                               | Николай Лебедев          | Александр Петров, Диана Пожарская, Сергей Гармаш | научная фантастика, драма, боевик, триллер         |        |
| А П Р Е Л Ь | 25       | Дожить до рассвета                           | Screen Gems, PlayStation Productions, Vertigo Entertainment, Coin Operated, Mangata                                   | Давид Ф. Сандберг        | Элла Рубин, Майкл Чимино, Одесса Эйзайон, Ю Джи-ен, Белмонт Камели, Майя Митчелл, Петер Стормаре                                                                                  | фильм ужасов                                       | [ 28 ] |
| А П Р Е Л Ь | 30       | Последний поезд в Нью-Йорк                   | New Line Cinema, Atomic Monster, Gaumont Film Company, Next Entertainment World, Coin Operated, Warner Bros. Pictures | Тимо Тьяджанто           | | фильм ужасов                                       |        |
| М А Й       | 2        | Громовержцы*                                 | Marvel Studios, Walt Disney Studios Motion Pictures                                                                   | Джейк Шрейер             | Себастиан Стэн, Ханна Джон-Кеймен, Уайатт Рассел, Джулия Луи-Дрейфус, Флоренс Пью, Дэвид Харбор, Ольга Куриленко, Льюис Пуллман                                                   | супергеройский боевик, фантастика                  | [ 29 ] |
| М А Й       | 16       | Пункт назначения: Узы крови                  | New Line Cinema, Practical Pictures, Freshman Year, Fireside Films, Warner Bros. Pictures                             | Зак Липовски, Адам Стейн | Кейтлин Санта Хуана, Тео Брионес, Ричард Хармон, Оуэн Патрик Джойнер, Риа Килстедт, Анна Лор, Брэк Бэссинджер, Тони Тодд                                                          | фильм ужасов о сверхъестественном                  |        |
| М А Й       | 22       | Ганзель и Гретель: Миссия «Спящая красавица» | «Вольга», «Воронеж», «СТВ», «Фонд кино»                                                                               | Владимир Николаев        | Юрий Романов, Ирина Обрезкова, Артём Крылов, Максим Сергеев, Виктория Войнич-Слуцкая, Юлия Рудина, Мария Цветкова-Овсянникова, Полина Авдеенко, Александр Васильев, Ольга Иванова | комедия, детектив, приключенческий фильм, семейный |        |
| М А Й       | 23       | Лило и Стич                                  | Walt Disney Pictures, Walt Disney Studios Motion Pictures                                                             | Дин Флэйшер Кэмп         | Крис Сандерс, Майя Кеалоха, Зак Галифианакис, Билли Магнуссен, Сидни Агудонг, Кайпо Дудойт, Тиа Каррере, Кортни Б. Вэнс, Эми Хилл                                                 | научная фантастика                                 |        |
| М А Й       | 23       | Миссия невыполнима: Финальная расплата       | Paramount Pictures, Skydance Media, TC Productions                                                                    | Кристофер Маккуорри      | Том Круз, Саймон Пегг, Винг Рэймс, Ребекка Фергюсон, Ванесса Кирби, Эсай Моралес, Хейли Этвелл, Пом Клементьефф, Шей Уигем, Генри Черни, Кэри Элвес                               | боевик                                             | [ 30 ] |
| М А Й       | 29       | Геройчики. Незваный гость                    | «Паровоз», «Цифровое телевидение», «НМГ Кинопрокат»                                                                   | Александр Люткевич       | Прохор Чеховской, Алёна Созинова, Михаил Хрусталёв, Ева Финкельштейн | семейный, приключения                              |        |
| М А Й       | 30       | Каратэ-пацан: Легенды                        | Columbia Pictures, Sunswept Entertainment, Sony Pictures Releasing                                                    | Джонатан Энтвистл        | Ральф Маччио, Джеки Чан, Бен Ван, Джошуа Джексон, Сэди Стэнли, Минг-На Вен | фильм о боевых искусствах                          |        |
| И Ю Н Ь     | 5        | Балерина                                     | Summit Entertainment, Thunder Road Pictures, 87Eleven Productions, Lionsgate                                          | Лен Уайзман              | Ана де Армас, Анжелика Хьюстон, Гэбриэл Бирн | остросюжетный боевик                               | [ 31 ] |
| И Ю Н Ь     | 12       | Три богатыря. Ни дня без подвига 2           | «Мельница», «СТВ» | Екатерина Салабай        | Олег Куликович, Валерий Соловьёв, Дмитрий Быковский | фэнтезийная комедия                                |        |
| И Ю Н Ь     | 13       | Как приручить дракона                        | DreamWorks Animation, Universal Pictures, Marc Platt Productions                                                      | Дин Деблуа               | Мейсон Темз, Нико Паркер, Джерард Батлер, Ник Фрост | фэнтези, приключения, семейный                     | [ 32 ] |
| И Ю Н Ь     | 19       | Кровавый урожай                              | Temple Hill Entertainment, Rhea Films (II)                                                                            | Илай Крейг               | Кэти Дуглас, Аарон Абрамс, Карсон Маккормак, Кевин Дюранд, Уилл Сассо, Кассандра Потенза                                                                                          | комедийный слэшер                                  | [ 33 ] |
| И Ю Н Ь     | 20       | Элио                                         | Walt Disney Pictures, Pixar Animation Studios, Walt Disney Studios Motion Pictures                                    | Эдриан Молина            | Йонас Кибриб, Америка Феррера, Джамила Джамил, Брэд Гарретт | научная фантастика приключения                     | [ 34 ] |
| И Ю Н Ь     | 27       | М3ГАН 2.0                                    | Blumhouse Productions, Atomic Monster                                                                                 | Джерард Джонстоун        | Эллисон Уильямс, Вайолет Макгроу, Эми Дональд | научно-фантастический фильм ужасов                 | [ 35 ] |
| И Ю Н Ь     | 27       | F1                                           | Jerry Bruckheimer Films, Apple Studios, Plan B Entertainment, Warner Bros. Pictures                                   | Джозеф Косински          | Брэд Питт, Хавьер Бардем, Демсон Идрис, Керри Кондон, Тобайас Мензис | спортивная драма                                   |        |

### Июль — сентябрь
| Премьера        | Премьера | Название                             | Студия                                                                                             | Режиссёр                      | В ролях | Жанр                                          | Прим.  |
| --------------- | -------- | ------------------------------------ | -------------------------------------------------------------------------------------------------- | ----------------------------- | --- | --------------------------------------------- | ------ |
| И Ю Л Ь         | 2        | Мир юрского периода: Возрождение     | Universal Pictures, Amblin Entertainment                                                           | Гарет Эдвардс                 | Скарлетт Йоханссон, Джонатан Бейли, Мануэль Грасия-Рульфо, Руперт Френд, Махершала Али, Луна Блэйз, Дэвид Иаконо | боевик, научная фантастика                    | [ 36 ] |
| И Ю Л Ь         | 11       | Супермен                             | Warner Bros. Pictures, DC Studios                                                                  | Джеймс Ганн                   | Дэвид Коренсвет, Рэйчел Броснахэн, Изабела Мерсед, Эди Гатеги, Нейтан Филлион, Энтони Кэрриган | боевик, приключения, фантастика, супергероика | [ 37 ] |
| И Ю Л Ь         | 18       | Смурфики в кино                      | Paramount Pictures, Marcy Media Films, LAFIG Belgium, Peyo Company, Paramount Animation            | Крис Миллер                   | Рианна, Ник Офферман, Наташа Лионн, Джей Пи Карлиак, Дэн Леви, Эми Седарис, Ник Кролл, Джеймс Корден, Октавия Спенсер, Ханна Уоддингем, Сандра О, Алекс Уинтер, Билли Лурд, Шоло Маридуэнья, Курт Рассел, Джон Гудмен | мюзикл, фэнтези                               |        |
| И Ю Л Ь         | 18       | Я знаю, что вы сделали прошлым летом | Columbia Pictures, Screen Gems, Original Film                                                      | Дженнифер Кейтин Робинсон     | Дженнифер Лав Хьюитт, Фредди Принц-младший, Мэдлин Клайн | слэшер                                        | [ 38 ] |
| И Ю Л Ь         | 25       | Фантастическая четвёрка: Первые шаги | Marvel Studios, Walt Disney Studios Motion Pictures                                                | Мэтт Шекман                   | Педро Паскаль, Ванесса Кирби, Джозеф Куинн, Эбон Мосс-Бакрак, Джулия Гарнер, Ральф Айнесон | боевик, фантастика, супергероика              | [ 29 ] |
| А В Г У С Т     | 1        | Плохие парни 2                       | DreamWorks Animation, Universal Pictures                                                           | Пьер Перифел                  | Сэм Рокуэлл, Марк Марон, Аквафина, Крэйг Робинсон, Энтони Рамос, Ричард Айоади, Зази Битц, Алекс Борштейн, Лилли Сингх                                                                                                | Комедия, криминал, приключения, семейный      |        |
| А В Г У С Т     | 1        | Голый пистолет                       | Fuzzy Door Productions, Paramount Pictures                                                         | Акива Шаффер                  | Лиам Нисон, Памела Андерсон, Пол Уолтер Хаузер, Кевин Дюранд, Дэнни Хьюстон, Лайза Коши, Коди Роудс, Си Си Эйч Паундер, Баста Раймс                                                                                   | комедийный боевик                             | [ 39 ] |
| А В Г У С Т     | 8        | Орудия                               | New Line Cinema, Subconscious, BoulderLight Pictures, Vertigo Entertainment, Warner Bros. Pictures | Зак Креггер                   | Джош Бролин, Джулия Гарнер, Олден Эренрайк, Бенедикт Вонг, Остин Абрамс | фильм ужасов                                  | [ 40 ] |
| А В Г У С Т     | 15       | Никто 2                              | Odenkirk Provissiero Entertainment, Universal Pictures                                             | Тимо Тьяджанто                | Боб Оденкерк, Конни Нильсен, Шэрон Стоун, Кристофер Ллойд, Колин Хэнкс | боевик, триллер                               |        |
| С Е Н Т Я Б Р Ь | 4        | Вниз                                 | «Централ Партнершип», Vice Films                                                                   | Марюс Вайсберг                | Егор Крид, Анфиса Черных, Игорь Миркурбанов | триллер, драма                                |        |
| С Е Н Т Я Б Р Ь | 4        | Токсичный мститель                   | Legendary Pictures, Troma Entertainment                                                            | Мэйкон Блэр                   | Питер Динклейдж, Джейкоб Тремблей, Тейлор Пейдж | супергеройский фильм, чёрная комедия          | [ 41 ] |
| С Е Н Т Я Б Р Ь | 5        | Заклятие 4: Последний обряд          | Warner Bros. Pictures, New Line Cinema, The Safran Company, Atomic Monster                         | Майкл Чавес                   | Патрик Уилсон, Вера Фармига | фильм ужасов о сверхъестественном             | [ 42 ] |
| С Е Н Т Я Б Р Ь | 12       | Долгая прогулка                      | Vertigo Entertainment                                                                              | Фрэнсис Лоуренс               | Купер Хоффман, Дэвид Джонссон, Марк Хэмилл | фильм ужасов, антиутопия                      | [ 43 ] |
| С Е Н Т Я Б Р Ь | 19       | Тот самый                            | Monkeypaw Productions, Universal Pictures                                                          | Джастин Типпинг               | Марлон Уэйанс, Тирик Уизерс, Джулия Фокс | фильм ужасов                                  | [ 44 ] |
| С Е Н Т Я Б Р Ь | 19       | Swiped                               | 20th Century Fox                                                                                   | Рэйчел Ли Голденберг          | Лили Джеймс, Миха'ла, Джексон Уайт, Дэн Стивенс, Бен Шнетцер, Пирсон Форд, Ян Коллетти, Мэри Нили, Ана И Пуиг, Эйдан Лапренте, Педро Корреа, Корал Пенья                                                              | биографический фильм                          | [ 45 ] |
| С Е Н Т Я Б Р Ь | 25       | Август                               | «Дирекция кино», «Первый канал», «Фонд кино»                                                       | Никита Высоцкий, Илья Лебедев | Сергей Безруков, Никита Кологривый, Павел Табаков | военный, боевик, детектив, драма              | [ 46 ] |
| С Е Н Т Я Б Р Ь | 25       | Мокрячок Попай                       | Millman Productions, Otsego Media, Ron Lee Productions, Salem House Films                          | Роберт Майкл Райан            | Джейсон Роберт Стефенс, Шон Конуэй, Елена Джулиано, Мэйбл Томас, Джефф Томас | фильм ужасов, слэшер                          |        |
| С Е Н Т Я Б Р Ь | 26       | Кукольный домик Габби в кино         | DreamWorks Animation, Universal Pictures                                                           | Райан Крего                   | Лейла Локхарт Кранер, Томас Леннон, Джейсон Мандзукас | приключения, фэнтези                          |        |
| С Е Н Т Я Б Р Ь | 26       | Битва за битвой                      | Ghoulardi Film Company                                                                             | Пол Томас Андерсон            | Леонардо Ди Каприо, Шон Пенн, Тейяна Тейлор | фильм ужасов, антиутопия                      | [ 47 ] |

### Октябрь — декабрь
| Премьера      | Премьера | Название                   | Студия                                                                                   | Режиссёр                          | В ролях | Жанр                                                              | Прим.         |
| ------------- | -------- | -------------------------- | ---------------------------------------------------------------------------------------- | --------------------------------- | --- | ----------------------------------------------------------------- | ------------- |
| О К Т Я Б Р Ь | 3        | Майкл                      | GK Films, Lionsgate, Universal Pictures                                                  | Антуан Фукуа                      | Джафар Джексон, Колман Доминго, Ниа Лонг, Майлз Теллер | биографический фильм                                              | [ 48 ]        |
| О К Т Я Б Р Ь | 10       | Трон: Арес                 | Walt Disney Pictures / TSG Entertainment / Walt Disney Studios Motion Pictures           | Йоахим Рённинг                    | Джаред Лето, Эван Питерс | научно-фантастический фильм                                       | [ 49 ]        |
| О К Т Я Б Р Ь | 16       | Бэмби. Лесной кошмар       | Jagged Edge Productions, ITN Distribution                                                | Дэн Аллен                         | Роксанна Макки, Том Малерон, Никола Райт, Самира Майти, Алекс Кук, Расселл Джеффри Бэнк | слэшер                                                            |               |
| О К Т Я Б Р Ь | 17       | Чёрный телефон 2           | Blumhouse Productions, Crooked Highway, Universal Pictures                               | Скотт Дерриксон                   | Мейсон Теймс, Мадлен Макгроу, Джереми Дэвис, Итан Хоук | фильм ужасов о сверхъестественном                                 | [ 50 ]        |
| О К Т Я Б Р Ь | 17       | Удача                      | Lionsgate Films                                                                          | Азиз Ансари                       | Киану Ривз, Ансари, Сет Роген, Кеке Палмер, Сандра О | комедия                                                           | [ 51 ]        |
| О К Т Я Б Р Ь | 23       | Горыныч                    | «Глобус Фильм», «СТВ», «Фонд кино»                                                       | Дмитрий Хонин                     | Александр Петров, Виктория Агалакова, Александр Робак | фэнтези, приключения                                              |               |
| О К Т Я Б Р Ь | 23       | Финник 2                   | «Рики», «Петербург», «НМГ Кинопрокат»                                                    | Денис Чернов                      | Михаил Хрусталёв | мультфильм, приключения, комедия, фэнтези, детектив, семейный     |               |
| О К Т Я Б Р Ь | 24       | Бугония                    | Focus Features, CJ Entertainment, Universal Pictures                                     | Йоргос Лантимос                   | Эмма Стоун, Джесси Племонс | фантастическая комедия                                            | [ 52 ]        |
| О К Т Я Б Р Ь | 24       | Мортал Комбат 2            | Warner Bros. Pictures / New Line Cinema / Atomic Monster                                 | Саймон Маккуэйд                   | Льюис Тан, Джессика Макнэми, Таданобу Асано, Мекхад Брукс, Луди Линь, Чинь Хань, Джо Таслим, Хироюки Санада, Карл Урбан, Тати Габриэль, Аделин Рудольф | фильм о боевых искусствах                                         | [ 53 ]        |
| О К Т Я Б Р Ь | 27       | Хамнет                     | Focus Features, Universal Pictures                                                       | Хлоя Чжао                         | Пол Мескал, Джесси Бакли | драма                                                             | [ 54 ]        |
| Н О Я Б Р Ь   | 7        | Бегущий человек            | Paramount Pictures, Genre Films                                                          | Эгдар Райт                        | Глен Пауэлл, Кэти О’Брайан, Колман Доминго, Карл Глусман, Джош Бролин, Ли Пейс, Майкл Сера | научно-фантастический боевик                                      | [ 55 ]        |
| Н О Я Б Р Ь   | 7        | Хищник: Планета смерти     | 20th Century Studios, Davis Entertainment                                                | Дэн Трахтенберг                   | Эль Фэннинг | научно-фантастический боевик                                      |               |
| Н О Я Б Р Ь   | 13       | Иллюзия обмана 3           | Summit Entertainment, Secret Hideout, Lionsgate                                          | Рубен Флейшер                     | Джесси Айзенберг, Марк Руффало, Вуди Харрельсон | триллер, ограбление                                               |               |
| Н О Я Б Р Ь   | 21       | Злая: Навсегда             | Universal Pictures, Marc Platt Productions                                               | Джон Чу                           | Синтия Эриво, Ариана Гранде | музыкальный, фэнтези                                              | [ 56 ]        |
| Н О Я Б Р Ь   | 26       | Зверополис 2               | Walt Disney Pictures, Walt Disney Animation Studios, Walt Disney Studios Motion Pictures | Джаред Буш                        | | комедия, приключения, фильм о друзьях-полицейских                 | [ 57 ]        |
| Д Е К А Б Р Ь | 5        | Пять ночей с Фредди 2      | Universal Pictures, Blumhouse Productions, Scott Cawthon Productions                     | Эмма Тамми                        | Джош Хатчерсон, Мэттью Лиллард, Элизабет Лэил | фильм ужасов о сверхъестественном                                 | [ 58 ]        |
| Д Е К А Б Р Ь | 12       | Элла Маккей                | 20th Century Studios, Gracie Films                                                       | Джеймс Л. Брукс                   | Эмма Маки, Вуди Харрельсон, Кумэйл Нанджиани, Спайк Ферн, Айо Эдебири, Джек Лауден, Ребекка Холл, Джулия Кавнер, Бекки Энн Бейкер, Джоуи Брукс, Альберт Брукс, Джейми Ли Кёртис                                                                                        | комедия                                                           | [ 59 ]        |
| Д Е К А Б Р Ь | 18       | Ёлки 12                    | «Базелевс»                                                                               | TBA                               | TBA | комедия                                                           | [ 60 ]        |
| Д Е К А Б Р Ь | 19       | Аватар: Огонь и пепел      | 20th Century Studios, Lightstorm Entertainment                                           | Джеймс Кэмерон                    | Сэм Уортингтон, Зои Салдана, Сигурни Уивер, Стивен Лэнг, Джованни Рибизи, Кейт Уинслет, Клифф Кертис, Джоэл Дэвид Мур, Си Си Эйч Паундер, Эди Фалко, Брендан Коуэлл, Джемейн Клемент, Джек Чэмпион, Дилип Рао, Мэтт Джеральд, Британ Далтон, Тринити Блисс, Бейли Басс | эпический фильм, научная фантастика, боевик, приключения, фэнтези | [ 61 ] [ 62 ] |
| Д Е К А Б Р Ь | 25       | Анаконда                   | Columbia Pictures, Fully Formed Entertainment                                            | Том Гормикан                      | Джек Блэк, Пол Радд, Стив Зан, Даниэла Мелшиор, Тэндиве Ньютон, Айони Скай | комедийный боевик ужасов                                          | [ 63 ]        |
| Д Е К А Б Р Ь | 25       | Горничная                  | Hidden Pictures, Lionsgate                                                               | Пол Фиг                           | Сидни Суини, Аманда Сейфрид, Брэндон Скленар, Микеле Морроне | триллер                                                           | [ 64 ]        |
| Д Е К А Б Р Ь | 25       | Марти Суприм               | A24, Elara Pictures, IPR.VC                                                              | Джош Сафди                        | Тимоти Шаламе, Гвинет Пэлтроу, Tyler, the Creator, Одесса Адлон, Пенн Джиллетт, Кевин О’лири, Абель Феррара, Фрэн Дрешер | спортивная драма                                                  | [ 65 ]        |
| Д Е К А Б Р Ь | 25       | Песня звучит печально      | Davis Entertainment, Focus Features, Universal Pictures                                  | Крейг Брюэр                       | Хью Джекман, Кейт Хадсон, Майкл Империоли, Фишер Стивенс | музыкальная драма                                                 | [ 66 ]        |
| Д Е К А Б Р Ь | 25       | Три богатыря и свет клином | «Мельница», «СТВ»                                                                        | Максим Свешников, Вадим Свешников | Олег Куликович, Валерий Соловьёв, Дмитрий Быковский, Дмитрий Высоцкий, Сергей Маковецкий | комедия, приключения                                              | [ 67 ]        |

### Неподтверждённые даты
- Колобанга. Вперёд в прошлое!
- Мушкетёры царя
- Крутые тачки
- Крысолов
- Пиноккио: Развязный
- Покемон. Детектив Пикачу 2
- Скайлайн 4
- Спаун
- Твиты
- Тропа Грина
- Хокинс и Сильвер

## Награды

### Премия «Золотой глобус»
82-я церемония вручения наград американской премии «Золотой глобус» состоялась 5 января 2025 года в отеле «Беверли-Хилтон», Лос-Анджелес. Ведущей церемонии выступила американская актриса, стендап-комик, ведущая Никки Глейзер.
- Лучший фильм (драма): «Бруталист»
- Лучший фильм (комедия или мюзикл): «Эмилия Перес»
- Лучший режиссёр: Брэди Корбет — «Бруталист»
- Лучшая мужская роль (драма): Эдриан Броуди — «Бруталист»
- Лучшая женская роль (драма): Фернанда Торрес — «Я всё ещё здесь»
- Лучшая мужская роль (комедия или мюзикл): Себастиан Стэн — «Другой человек»
- Лучшая женская роль (комедия или мюзикл): Деми Мур — «Субстанция»
- Лучшая мужская роль второго плана: Киран Калкин — «Настоящая боль»
- Лучшая женская роль второго плана: Зои Салдана — «Эмилия Перес»
- Лучший сценарий: Питер Строган — «Конклав»
- Лучший анимационный фильм: «Поток»
- Лучший фильм на иностранном языке: «Эмилия Перес» (Франция)

### Премия «Белый слон»
Лауреатов Национальной премии киноведов, кинокритиков и киножурналистов «Белый слон» объявили 27 января 2025 года.
- Лучший фильм: «Мастер и Маргарита»
- Лучшая режиссёрская работа: Бакур Бакурадзе — «Снег в моём дворе»
- Лучший фильм дебют: «Папа умер в субботу»
- Лучший мужская роль: Александр Робак — «Вечная зима»
- Лучшая женская роль: Алина Ходжеванова — «Филателия»
- Лучшая мужская роль второго плана: Аугуст Диль — «Мастер и Маргарита»
- Лучшая женская роль второго плана: Самал Еслямова — «Папа умер в субботу»
- Лучший документальный фильм: «#подногами»
- Лучший сценарий: Роман Кантор, Михаил Локшин — «Мастер и Маргарита»
- Приз молодых кинокритиков «Голос» — «Пепел и доломит»

### Премия «Золотой орёл»
23-я церемония вручения наград премии «Золотой орёл» состоялась 31 января 2025 года в первом павильоне киноконцерна «Мосфильм».
- Лучший игровой фильм: «Воздух»
- Лучшая режиссёрская работа: Владимир Грамматиков за работу над фильмом «Смотри на меня!»
- Лучший сценарий: Сергей Снежкин за сценарий к фильму «Любовь Советского Союза»
- Лучшая мужская роль: Сергей Безруков за роль в фильме «Воздух»
- Лучшая женская роль: Александра Урсуляк за роль в фильме «Смотри на меня!»
- Лучшая мужская роль второго плана: Роман Мадянов за роль в фильме «Любовь Советского Союза»
- Лучшая женская роль второго плана: Елена Лядова за роль в фильме «Воздух»

### Кинофестиваль «Сандэнс»
Кинофестиваль «Сандэнс-2025» прошёл с 23 января по 2 февраля в городах Парк-Сити и Солт-Лейк-Сити, штат Юта, США.
- Лучший американский художественный фильм: «Атропия»
- Лучший зарубежный художественный фильм: , ,  «Кактусовые груши»
- Лучший американский документальный фильм: «Семена»
- Лучший зарубежный документальный фильм: , , , , , ,  «Сквозь камни»

### Премия «Сатурн»
52-я церемония вручения наград премии «Сатурн» за заслуги в области фантастики, фэнтези и фильмов ужасов состоялась 2 февраля 2025 года.
- Лучший научно-фантастический фильм: «Дюна: Часть вторая»
- Лучший фильм-фэнтези: «Битлджус Битлджус»
- Лучший фильм ужасов: «Чужой: Ромул»
- Лучший триллер: «Сталкер»
- Лучший приключенческий фильм/экшн: «Дэдпул и Росомаха»
- Лучший полнометражный мультфильм: «Дикий робот»
- Лучший международный фильм: «Годзилла: Минус один»
- Лучший режиссёр: Дени Вильнёв — «Дюна: Часть вторая»
- Лучшая мужская роль: Николас Кейдж — «Герой наших снов»
- Лучшая женская роль: Деми Мур — «Субстанция»
- Лучшая мужская роль второго плана: Хью Джекман — «Дэдпул и Росомаха»
- Лучшая женская роль второго плана: Ребекка Фергюсон — «Дюна: Часть вторая»
- Лучший сценарий: Осгуд Перкинс — «Собиратель душ»

### Critics' Choice Movie Awards
30-я церемония вручения наград премии Critics' Choice Movie Awards Ассоциацией телекинокритиков США и Канады прошла 7 февраля 2025 года в Санта-Монике, Калифорния. Ведущей церемонии была американская комедиантка, актриса, писательница, телеведущая, продюсер и сценарист Челси Хэндлер.
- Лучший фильм: «Анора»
- Лучший режиссёр: Джон М. Чу — «Злая: Сказка о ведьме Запада»
- Лучшая мужская роль: Эдриан Броуди — «Бруталист»
- Лучшая женская роль: Деми Мур — «Субстанция»
- Лучшая мужская роль второго плана: Киран Калкин — «Настоящая боль»
- Лучшая женская роль второго плана: Зои Салдана — «Эмилия Перес»
- Лучший актёрский состав: «Конклав»
- Лучший анимационный фильм: «Дикий робот»
- Лучший фильм на иностранном языке: «Эмилия Перес» (Франция)

### Премия Гильдии режиссёров США
77-я церемония вручения премий Американской гильдии режиссёров за заслуги в области кинематографа и телевидения за 2024 год состоялась 8 февраля 2025 года в Беверли-Хиллз. США.
- Лучший режиссёр фильм: Шон Бэйкер — «Анора»
- Лучший режиссёр дебютного фильма: РаМелл Росс — «Мальчишки из „Никеля“»

### Премия Гильдии продюсеров США
36-я церемония вручения премии Гильдии продюсеров США за заслуги в области кинематографа и телевидения за 2024 год состоялась 8 февраля 2025 года в отеле Fairmont Century Plaza в Лос-Анджелесе, штат Калифорния.
- Лучший фильм: «Анора»
- Лучший анимационный фильм: «Дикий робот»

### Премия BAFTA
78-я церемония вручения наград британской премии «BAFTA» состоялась 16 февраля 2025 года в Королевском фестивальном зале в лондонском Саутбэнк Центре. Ведущим церемонии был шотландский актёр Дэвид Теннант.
- Лучший фильм: «Конклав»
- Лучший британский фильм: «Конклав»
- Лучший фильм на иностранном языке: «Эмилия Перес» (Франция)
- Лучший режиссёр: Брэди Корбет — «Бруталист»
- Лучшая мужская роль: Эдриан Броуди — «Бруталист»
- Лучшая женская роль: Майки Мэдисон — «Анора»
- Лучшая мужская роль второго плана: Киран Калкин — «Настоящая боль»
- Лучшая женская роль второго плана: Зои Салдана — «Эмилия Перес»
- Лучший оригинальный сценарий: Джесси Айзенберг — «Настоящая боль»
- Лучший адаптированный сценарий: Питер Строан — «Конклав»
- Лучший анимационный фильм: «Уоллес и Громит: Самая дикая месть»

### Премия «Независимый дух» (Independent Spirit Awards)
40-я церемония вручения премии «Независимый дух», ориентированной в первую очередь на американское независимое кино, за 2024 год состоялась 22 февраля 2025 года в Санта-Монике.
- Лучший фильм: «Анора»
- Лучший режиссёр: Шон Бэйкер — «Анора»
- Лучшая главная роль: Майки Мэдисон — «Анора»
- Лучшая роль второго плана: Киран Калкин — «Настоящая боль»
- Лучший сценарий: Джесси Айзенберг — «Настоящая боль»
- Лучший фильм на иностранном языке: «Поток» (Латвия, Бельгия, Франция)

### Берлинский кинофестиваль
75-й Берлинский международный кинофестиваль проходил с 13 по 23 февраля 2025 года в Берлине. В основной конкурс вошло 19 лент. Жюри возглавлял американский режиссёр, сценарист и продюсер Тодд Хейнс.
- Золотой медведь: «Мечты», реж. Даг Йохан Хёугеруд (Норвегия)
- Гран-при жюри (Серебряный медведь): «Голубая тропа», реж. Габриэль Маскаро (Бразилия, Мексика, Чили, Нидерланды)
- Приз жюри (Серебряный медведь): «Послание», реж. Иван Фунд (Аргентина, Испания)
- Серебряный медведь за лучшую режиссёрскую работу: Хо Мэн, «Жить на земле» (Китай)
- Серебряный медведь за лучшую роль: Роуз Бирн за «Если бы у меня были ноги, я бы тебя пнула» (США)
- Серебряный медведь за лучшую роль второго плана: Эндрю Скотт за «Голубая луна» (США)
- Серебряный медведь за лучший сценарий: Раду Жуде за «Континенталь 25» (Румыния)
- Серебряный медведь за выдающиеся художественные достижения: Люсиль Хадзихалилович (режиссёр) за «Ледяная башня» (Франция, Германия, Италия)

### Премия Гильдии киноактёров США
31-я церемония вручения премии Гильдии киноактёров США за заслуги в области кинематографа и телевидения за 2024 год состоялась 23 февраля 2025 года в концертном зале Шрайн-Аудиториум в Лос-Анджелесе, Калифорния. Приз за вклад в кинематограф получила американская актриса Джейн Фонда.
- Лучший актёрский состав: «Конклав»
- Лучшая мужская роль: Тимоти Шаламе — «Боб Дилан: Никому не известный»
- Лучшая женская роль: Деми Мур — «Субстанция»
- Лучшая мужская роль второго плана: Киран Калкин — «Настоящая боль»
- Лучшая женская роль второго плана: Зои Салдана — «Эмилия Перес»
- Лучший каскадёрский состав: «Каскадёры»

### Премия «Сезар»
50-я церемония вручения наград премии «Сезар» за заслуги в области французского кинематографа за 2024 год состоялась 28 февраля 2025 года в концертном зале Олимпия (Париж, Франция).
- Лучший фильм: «Эмилия Перес»
- Лучший фильм на иностранном языке: «Зона интересов» (США, Великобритания, Польша)
- Лучший режиссёр: Жак Одиар, «Эмилия Перес»
- Лучшая мужская роль: Карим Леклу — «Роман о Джиме»
- Лучшая женская роль: Афсиа Эрзи — «Борго»
- Лучшая мужская роль второго плана: Ален Шаба — «Разбитые сердца»
- Лучшая женская роль второго плана: Нина Мерисс — «История Сулеймана»
- Лучший оригинальный сценарий: Борис Ложкин, Дельфин Агю — «История Сулеймана»
- Лучший адаптированный сценарий: Жак Одиар — «Эмилия Перес»

### Премия «Оскар»
97-я церемония вручения наград премии «Оскар» за заслуги в области кинематографа за 2024 год состоялась 2 марта 2025 года в театре «Долби», Лос-Анджелес, США. Ведущим стал американский комик и телеведущий Конан О’Брайен.
- Лучший фильм: «Анора»
- Лучший режиссёр: Шон Бэйкер — «Анора»
- Лучшая мужская роль: Эдриан Броуди — «Бруталист»
- Лучшая женская роль: Майки Мэдисон — «Анора»
- Лучшая мужская роль второго плана: Киран Калкин — «Настоящая боль»
- Лучшая женская роль второго плана: Зои Салдана — «Эмилия Перес»
- Лучший оригинальный сценарий: Шон Бэйкер — «Анора»
- Лучший адаптированный сценарий: Питер Строан — «Конклав»
- Лучший анимационный полнометражный фильм: «Поток»
- Лучший фильм на иностранном языке: «Я всё ещё здесь» (Бразилия)

### Премия «Ника»
38-я церемония вручения наград премии Российской академии кинематографических искусств «Ника» состоялась 24 марта 2025 года в театре «Маска».
- Лучший игровой фильм: «Мастер и Маргарита»
- Лучшая режиссёрская работа: Бакур Бакурадзе за работу над фильмом «Снег в моём дворе»
- Лучший сценарий: Андрей Кончаловский и Елена Киселёва за сценарий к фильму «Смотри на меня!»
- Лучшая мужская роль: Евгений Цыганов за роль в фильме «Мастер и Маргарита» и Юра Борисов за роль в фильме «Кончится лето»
- Лучшая женская роль: Юлия Снигирь за роль в фильме «Мастер и Маргарита»
- Лучшая мужская роль второго плана: Роман Мадянов за роль в фильме «Любовь Советского Союза»
- Лучшая женская роль второго плана: Евгения Добровольская за роль в фильме «Хуже всех»

### Каннский кинофестиваль
78-й Каннский международный кинофестиваль проходил с 13 по 24 мая 2025 года в Каннах, Франция. Жюри основного конкурса возглавила французская актриса Жюльет Бинош.
- Золотая пальмовая ветвь — «Простая случайность», реж. (Иран, Франция)
- Гран-при — «Сентиментальная ценность», реж. Йоаким Триер (Норвегия)
- Приз жюри — «Сират», реж. Оливер Раше (Испания, Франция) и «Звук падения», реж. Маша Шилински (Германия)
- Приз за лучшую режиссуру — «Секретный агент», реж. Клебер Мендонса Фильо (Бразилия)
- Приз за лучший сценарий — «Молодые матери», реж. Жан-Пьер и Люк Дарденн (Бельгия)
- Приз за лучшую мужскую роль — Вагнер Моура — «Секретный агент» (Бразилия)
- Приз за лучшую женскую роль — Надя Меллити — «Младшая Дерньер» (Франция)